# Claude C. Pierre
Pour les articles homonymes, voir Pierre.
Claude C. Pierre est un poète et enseignant haïtien, né le 28 février 1941 à Corail en Grand'Anse dans le sud-ouest d'Haïti et mort le 24 juin 2017 à Ottawa (Ontario) au Canada.

## Biographie
Claude C. Pierre obtient en 1965 un certificat en enseignement secondaire, lettres et sciences sociales de l'Institut Français d'Haïti à Port-au-Prince et en 1968, un diplôme d'études supérieures en Affaires Internationales de l'École Nationale des Hautes Études Internationales (Port-au-Prince). De 1968 à 1970, il enseigne au niveau secondaire à Port-au-Prince. Il quitte Haïti pour le Canada en 1970 où il poursuit des études en littérature et linguistique, d'abord à l'Université Laval à Québec et, par la suite, jusqu'au niveau du doctorat à l'Université d'Ottawa. Il occupe ensuite les postes de  professeur de lettres à la Commission scolaire régionale de l'Outaouais (École Secondaire et Polyvalente), et d’assistant de recherche et de professeur à l’Université d’Ottawa. Il a vécu au Québec pendant dix-sept ans, puis est retourné en Haïti où il fait de la recherche, enseigne à l'Université d'État et se consacre à l'éducation des adultes.
Auteur de neuf recueils de poésie, il a collaboré à divers collectifs, revues et anthologies. Il écrit en créole et en français.  
Claude C. Pierre est mort le 24 juin 2017 à Ottawa à l'âge de 76 ans,, après avoir été atteint d'une maladie rare.

## Œuvres
- Coucou rouge, suivi de Charlemagne Péralte, Studio Abeille, 1973
- Tourne ma toupie, suivi d’œil, Éditions Naaman, 1974
- À haute voix et à genoux, Éditions du Vermillon, 1981
- Huit poèmes infiniment, collectif, Prix littéraire de l'Outaouais, 1984
- Le coup de l'étrier, Éditions du Vermillon, 1986, Prix LeDroit, Prix de Poésie de l'Alliance Française, 1987
- C'est un grand arbre qui nous unit, coécrit avec Jean-Guy Paquin, VLB Éditeur, 1988
- Le voyage inventé, Éditions Pleine Plage, 1998
- Débris d'épopée..., Éditions David, 2004
- Le dit du lierre, Éditions Zémès, 2006